# Memă
Memă este un termen introdus în anul 1976 de către Richard Dawkins și se referă la o unitate de informație culturală, capabilă de a se propaga de la o minte la alta.
După Dawkins, memele pot fi fragmente de idei, limbaje, melodii, linii ale modei, abilități, valori morale și estetice sau orice altceva. Mema se auto-propagă ca o unitate de informație culturală, și se comportă sub multe aspecte asemenea unei gene (unitate de informație genetică). D. Dennett definește mema asemenea unei idei, un tip de idee complexă care se constituie într-o unitate memorabilă distinctă. Se răspândește prin intermediul unor vehicule care sunt manifestări fizice ale memei. După H. Plotkin, mema reprezintă o unitate de moștenire a culturii, analoagă genei din planul biologic. După R. Brodie (2010), mema este o unitate de informație care se poate transmite  prin comunicare și care influențează comportamentul uman.
Termenul de memǎ include o legătură între evoluția culturală și evoluția biologică. 
Mema și memetica sunt analoage genei și geneticii.
Memetica, noțiune ce utilizează conceptul de memă, presupune comportamentul unor coduri și scheme informaționale și corespunde, în acest fel, unei științe proprie memelor, al căror obiect de studiu este tocmai evoluția culturală a fenomenelor în timp. În acest context, patrimoniul genetic și cel cultural coexistă sub același spectru, având în vedere structura prin care ele continuă să se transmită.
Ele pot evolua prin selecție naturală, într-un mod asemănător evoluției biologice.
Spre deosebire de gene, care pot fi caracterizate ca sisteme discrete, memele creează legături complexe, fiind imposibilă izolarea lor în ceea ce ar putea fi numit un anumit bagaj cultural și restabilirea unei legături de cauzalitate.

## Cum se transmit memele?
Memele se transmit prin comunicare. Datorită modului lor de răspândire, memele, au fost asemănate cu virusurile, denumite virusuri ale minții. Memele intră în creier fără să vrem, prin repetiție, prin asociere. Desigur că memele se pot transmite de multe ori în mod spontan, de la un individ la altul, deși de obicei ele sunt transmise intenționat, prin mijloacele de comunicare în masă. Astăzi noi trăim într-o societate informațională în care mijloacele de comunicare în masă s-au dezvoltat într-un ritm extraordinar.

## Selecția naturală a memelor
Daniel C. Dennet propune o ierarhizare a selecției memelor. Primul pas ar fi selecția naturală a memelor, în acest caz muzicale, exemplificând printr-o situație în care un strămoș al oamenilor a început să bată pentru prima oară cu niște bețe într-un butuc, fără un motiv, dezvoltând un reflex, care ar putea să lase martorii indiferenți sau i-ar putea irita cât să îi gonească. Pe de altă parte ar exista posibilitatea să inspire la nevoia de imitare a aceastei acțiuni. Contribuie astfel la nașterea și răspândirea acestui virus al executării la „tobe”, a cărei natură pur informațională are darul de a genera un model de comportament. Al doilea ar fi selecția inconștientă; unul dintre toboșari începe să fredoneze, iscând un cor de fredonări. Această acțiune poate fi descoperită ca fiind plăcută dând curs unei tranziții graduale a selecției inconștiente. Cel final, anume selecția metodică este etapa în care structura se dezvoltă căpătând un rol activ în selecție.
Termenul de memetică se referă la modelul evoluționist al transferului de informație bazat pe conceptul de memă. Memetica a fost folositǎ pentru a oferi explicații noi ale evoluției umane, inclusiv teoriei de altruism, originile de limbă și de conștiință și evoluția creierului uman. Teoria memeticii, pusa în prim-plan de Richard Dawkins, este probabil cea mai cunoscută încercare de a aplica gândirea evolutivă a culturii. Aceasta încearcă să stabilească o analogie foarte puternică între evoluția la nivel cultural și evoluția biologică. Memetica începe cu o caracterizare abstractă de selecție al unui proces care necesită entități care reproduc. Memetica consideră faptul că entitățile, care au capacitatea de a face copii fidele ale ei, sunt nevoite să explice această asemănare între generații. În modelele biologice standard ale evoluției, se presupune că genele sunt replicatori relevanți. Genele își fac singure copii, acestă abilitate explicând de ce organismele descendente seamănă cu părinții lor. Dacă cultura este înclinată către evoluție, prin urmare, devine necesar să se găsească o formă culturală reproducătoare ce explică moștenirea culturală. Memele au acest rol.

## Evoluția culturală
Evoluția culturală este un concept care prezintă moștenirea ideilor în cadrul societății, plecând de le teoria evoluționistă a lui Charles Darwin.
Pentru a evolua cultura are nevoie de un replicator prin care să se explice transmiterea celor ce se numesc meme, cele ce sunt imitate. Memele ne modelează atitudinile și tiparele credinței. Ele ne influențează comportamentul. Cartea lui Don Beck și Christopher Cowan, Spiral Dynamics, ne spune că ele ne revelează codurile ascunse care modelează natura umană, creează diversități globale și sunt cele ce duc la schimbarea evolutivă.
Evoluția culturii depinde de varietatea ideilor, replicabilitatea acestora precum
și diferența dintre ele. O idee mai bună decât alta va avea o șansă mai mare de a fi păstrată, deoarece mintea reacționează plăcutului sau la ceva ce i se pare important și tinde să rețină mult mai rapid. Putem spune că un meme se comportă ca un parazit, deorece după instalarea lui, tinde să acapareze un anumit loc și apoi să se transmită în mod repetitiv. Dacă ar fi să insistăm pe această temă, am putea spune că un meme poate reprezenta și un anumit tip de pericol din cauza transmiterii sale imediate. Altfel spus, să zicem că o idee negativă ar circula îngrijorător de mult deoarece posesorul acestuia are o anumită influență asupra oamenilor. Aceasta ar putea stârnii panică, furie și multe alte stări ce duc la conflicte. Însă, din altă perspectivă putem afirma că existența conflictelor sau cea a unui meme pozitiv reprezintă un amestec de situații constructive ale unei civilizații menite să lase urmări pentru a se putea realiza evoluția și nu stagnarea.
Darwin s-a concentrat pe ființe vii, plante și animale, când a dezvoltat conceptul de evoluție.  Acesta se bazează pe ideea că ființele vii chiar se schimbă din diferite motive, dar se vor perpetua doar acele modificări care permit organismului să supraviețuiască și să se reproducă, și doar acele schimbări care aduc un avantaj clar organizației care îi poate permite să crească numărul membrilor săi.  El nu a studiat cum s-au petrecut schimbările dar ne gândim la acestea ca la mutații care sunt întâmplătoare și imprevizibile.
Teoreticienii memelor tind sa înceapă  cu o caracterizare generală a evoluției fundamentată pe ideea selecției naturale, văzută ca proces care implică o concurență diferențiată între replicatori. Prin urmare, teoreticienii problemei memelor urmăresc niște analogii stricte cu gena sferei culturale, care poate juca rolul unui replicator. Richard Dawkins face această presupunere pornind de la ipoteza omului ca subiect al colonizării de către replicatori. Din acest punct de vedere, memele sunt necesare pentru eliberarea speciei umane de o formă de determinism biologic.
Trebuie să fim atenți, totuși, să nu amestecăm biologicul cu culturalul.  Dacă vorbim despre evoluție culturală atunci vorbim despre simboluri și interacțiuni, în vreme ce dacă vorbim despre evoluție biologică atunci vorbim despre gene.

## Critici aduse teoriei memelor
Unii critici au repudiat teoria memelor încă de la bun început pe motiv că n-ar avea niciun suport științific, ea fiind, după părerea lor, mai degrabă rezultatul nefericit al unui joc cu metafore.
Pentru ca ideile circumscrise în limbajul de specialitate să fie accesibile omului de rând, lucrările de popularizare a științelor apelează la metafore. Astfel rinofaringita, de exemplu, ne va fi în general cunoscută sub denumirea de răceală- manifestare a unui virus ciudat care face ravagii în anumite perioade ale anului. Se înțelege că această metodă vine și cu un risc: metaforele respective ajung să aibă o credibilitate publică ce tinde să uzurpe, să înstrăineze de la adevăratele, chiar dacă și în același timp greoaiele, idei științifice menite să explice mai temeinic un fapt, urmând să constituie un corp al credințelor medicale populare. Așadar, o situație oarecum similară, dar cu consecințe mai grave, s-ar petrece și între teoriile evoluționiste ale lui Darwin și teoriile psihologice memetice.
În încercarea de a prezenta un făgaș care ar face evoluția culturală inteligibilă s-a născocit atunci teoria memelor, entități ,,infecțioase” ce ar avea o structură și un comportament cu rol de duplicare similar cu genele ereditare. Dar după cum s-a evidențiat deja: „o implicație nu este o demonstrație, atâta vreme cât o explicație socio-biologică abia dacă reușește să stabilească o similitudine între metaforele credințelor populare și cele ale selecției naturale.” Cu alte cuvinte, explicațiile bio-comportamentale se sprijină pe observarea legăturilor complexe între datele evenimentelor din exterior și procesele neurologice în încercarea de a descoperi un sens al evoluției comportamentale/culturale, pe când psihologia evoluționistă, apărătoare a memelor, oferă aproximări care nu sunt altceva decât niște extrapolări ilegitime.
Dan Sperber, critic al teoriei memelor, susține că majoritatea elementelor culturale sunt așa-zis reproduse; de fapt ele sunt produse în mod constant, cu legătură de cauzalitate între ele și nu sunt replicate. Prin urmare nu sunt meme, și chiar dacă sunt asemănătoare, ele nu sunt copii.
Aportul istoric al lui Darwin e de necontestat. Este primul care a formulat o teorie generala a vietii, i-a pus existentei omului o baza naturala, materiala. Prezentând un mecanism plauzibil al evoluției ființelor, el a contestat ca nimeni înaintea lui modelul apariției speciilor, în vigoare pe vremea sa. Dar el a avut și erori, considerând de pilda ca teoria evoluționistă explica teoria suprapopularii pământului elaborată anterior de Thomas Malthus. După cum se știe acesta afirma ca sporul demografic fiind exponențial, iar creșterea hranei – lineara, consecința inevitabilă ar fi o foamete generalizată. În prefața la ediția 5-a a cărții sale despre originea speciilor (1869), Darwin scrie: „Lumea ar trebui sa se abțină de a se mai căsători, pentru a-i feri pe copiii lor de chinurile sărăciei. Sărăcia nu e doar un rău, ea duce la continua sa sporire“. Exagerat împinsă mai departe, teoria evoluției a permis unora sa afirme ca deosebirile culturale în societatea umana sunt fixate genetic, ca genele ghidează comportamentul și că, invers, comportamentul uman se depune în gene. Preferința acordata de Darwin însușirilor naturale, înnăscute ale omului, fata de cele dobândite, a dus și ea la concluzii greu de acceptat azi: oamenii s-ar naște buni sau rai, stăpâni sau slugi, doar pentru ca biologia i-a făcut asa.
Principalele probleme pe care le ridică teoria memetică sunt:
- Unitățile culturale nu se pot replica: genele produc propriile lor copii. O critică adusă teoriei memetice susține că nu cunoaștem niciun mecanism care să poată explica felul în care memele sunt copiate. Se poate respinge această critică: o idee poate fi copiată pur și simplu prin observație și inferență sau prin intermediul limbajului vorbit. O problemă mai gravă a teoriei memetice este reprezentată de faptul că imitația este de obicei prea predispusă la erori pentru a susține replicarea. O altă critică afirmă că, deși anumite idei se răspândesc în rândul unei populații, aceasta nu se petrece de fapt prin copierea lor de la o persoană la alta. Este vorba mai degrabă de anumite tipare de gândire împărtășite cultural care favorizează răspândirea anumitor idei, fără ca acestea să fie într-adevăr copiate. Așadar, elementele culturale se re-produc în sensul că sunt produse din nou și din nou (existând o legătură cauzală), dar nu sunt reproduse în sensul că ar fi copiate una de la alta.
- Unitățile culturale nu formează genealogii: dacă în replicarea genetică putem urmări o nouă copie a unei gene înapoi la un singur părinte, ideile sunt rareori copiate de la o singură sursă, așa încât să putem trasa genealogii clare. Ideile pot să apară într-un individ ca urmare a expunerii acestuia la mai multe surse (de exemplu, credința religioasă poate fi dobândită prin contact cu mai mulți predicatori). Din cauza aceasta, este puțin probabil ca ceva asemănător legilor lui Mendel să fie descoperit în cadrul evoluției culturale.
- Cultura nu poate fi divizată în unități discrete: ideile se află în relații logice unele cu altele. Posibilitatea unui individ de a dobândi o anumită credință depinde de ideile înrudite pe care deja le are (nu poți crede în teoria relativității fără să ai anumite idei și cunoștințe care țin de domeniul fizicii). Din cauza aceasta, este greșită perspectiva asupra culturii care o divide în unități discrete și care atribuie fiecăreia dintre acestea, individual, putere de replicare. Totuși, această critică poate fi combătută întrucât și genele trebuie studiate într-un context care ține cont și de alte gene: o secvență ADN poate avea efecte diferite în organisme diferite, în funcție de rețeaua de relații în care intră cu alte resurse genetice.

## Limite ale teoriei memelor
Teoria memelor ridică, inevitabil, și problema transmiterii acestora. Nu este întâmplator faptul că teoriile vis-a-vis de moștenirea biologică se bucură de mai multă încredere și preocupare decât cele vis-a-vis de moștenirea culturală. În lipsa unor caracteristici cantitative este mult mai dificil să identifici felul în care acestea se transmit. Putem însă identifica potențiale restricții care operează în cadrul acestei teorii și o modelează totodată, pornind de la două trăsături distinctive pentru ceea ce ar putea însemna moștenirea culturală:
1.Genotipul cultural, spre deosebire de cel biologic, nu este un dat ci se constituie în timp, pe măsură ce evoluam, învățăm și ne maturizăm.
2.Virtual, toate abilitățile și achizițiile culturale presupun puternice dependențe secvențiale. Trebuie să mergi înainte de a dansa (dansul este doar o modelare a mersului); trebuie să înveți aritmetică, algebră, geometrie înainte de a face calcule complexe, căci acestea solicită abilități, proceduri și concepte derivate din primele
Aceste dependențe impun însă și niște consecințe:
a) Primele achiziții culturale acționează ca niște prejudecăți asupra următoarelor, devenind astfel principii active în selecțiile intra-individuale. Convingerile (religioase sau științifice)acționează nu numai ca niște filtre asupra achizițiilor de cunoștințe și de norme comportamentale ci și ca norme metodologice de evaluare
b) Achiziționarea acestor dependențe secvențiale, abilități, preferințe educaționale, statute sociale, responsabilități manageriale determină conduite specifice anumitor entități intra sau interculturale.
c) Dependențele secvențiale afectează semnificativ dinamica populației, cunoașterea și aptitudinile intra-culturale, creând micro-culturi durabile, capabile să recruteze indivizi noi și să interacționeze cu alte micro-culturi
d) La rândul lor, aceste micro-culturi , prin alcătuirea internă, facilitează achiziționarea de dependențe secvențiale
e) Preferințele culturale diferite, pozițiile sociale diferite, interacțiunea cu diferite medii culturale suprapun alte și alte structuri capabile să genereze noi și noi canale de comunicare inter și intra-culturală
În urma acestor observații poate fi indicată diferența ireconciliabilă între modelele genetice biologice și cele culturale: pentru o cultură, găzduirea unui alt specific cultural, cu proprietăți structurale diferite, modelează transmiterea și schimbul de elemente culturale, procesele sunt variabile, în timp ce în cel biologic sunt invariabile.

## Religie
Deși oamenii de științe sociale, cum ar fi Max Weber au încercat să înțeleagă și să explice religia în termenii unor atribute culturale, Richard Dawkins a cerut reanalizarea religiei în termenii unei evoluții a ideilor auto-reproductibile în afara unor posibile avantaje biologice care ar putea decurge.
„Ca darwinist entuziast ce sunt, explicațiile oferite comportamentului uman de către tovarășii mei de entuziasm nu m-au satisfăcut. Ei au încercat să descopere anumite 'avantaje biologice' ale diferitelor atribute ale civilizației umane. De exemplu, religia tribală a fost privită ca un mecanism de întărire a identității grupale, valoros pentru speciile de vânători în haită, ai căror indivizi se bazează pe cooperare în prinderea unor prăzi voluminoase și rapide. De multe ori, prejudecățile care stau la baza unor astfel de teorii sunt implicit selecționist grupale, dar este posibilă reformularea lor în termenii selecției genetice ortodoxe.”—Richard Dawkins, Gena egoistă
El a susținut că rolul de replicator-cheie în evoluția culturală nu aparține genelor, ci memelor ca imitație a gândului de la persoană la persoană. Acești replicatori (copiatori) răspund la presiunile selective care pot sau nu afecta reproducerea biologică sau supraviețuirea.
În cartea sa, Mașina memetică, Susan Blackmore tratează religiile ca meme deosebit de tenace. Multe dintre caracteristicile comune la religiile practicate pe scară largă implică avantaje într-un context evolutiv. De exemplu, religiile care predică valoarea credinței împotriva probelor contrare ale experienței vieții cotidiene sau împotriva rațiunii, nu fac decât să orienteze societățile împotriva celor mai multe instrumente elementare pe care oamenii le au în evaluarea propriilor idei. Prin legătura făcută între altruism și afilierea religioasă, memele religioase se pot reproduce mai rapid, deoarece oamenii consideră ca pot culege astfel merite sociale și personale. Longevitatea memelor religioase este asigurată odată cu documentarea acestora în texte religioase respectate.
Aaron Lynch a atribuit robustețea memelor religioase din cultura umană, faptului că astfel de meme implică mai multe moduri de transmitere. Memele religioase se transmit din generație în generație, de la părinte la copil sau în cadrul unei singure generații prin meme de schimb între prozeliți. Cei mai multi oameni vor împărtăși religia învățată de la părinti pentru toată viata. Multe religii implică elemente contradictorii ca pedepsirea apostaziei sau demonizarea necredincioșilor. În cartea Gândul contagios, Lynch identifică memele transmise în creștinism ca fiind deosebit de puternice în aplicabilitate. Cei credincioși consideră procesul de convertire al celor necredincioși ca fiind atât datorie religioasă cât și act de altruism. Promisiunea paradisului pentru cei credincioși și amenințarea iadului pentru necredincioși constituie un stimulent puternic pentru păstrarea credinței. Conform lui Lynch, credința în răstignirea lui Isus amplifică șansele răspândirii ei, prin îndatorarea credincioșilor fața de Mântuitor, pentru jertfa pe cruce. Imaginea crucificării reapare prin sacramentele religioase și prin simbolistica crucii din case și biserici, întărind astfel gama memelor creștine.
Deși, memele religioase s-au proliferat în cultura umană, comunitatea științifică modernă a fost relativ rezistentă la convingerile religioase. Robertson (2207) a motivat că, dacă evoluția este accelerată în condiții dificile de propagare, atunci ne așteptăm să ne confruntăm cu variații ale memelor religioase.

## Memă pe internet
Termenul de "memă" de pe internet se refera la un concept, reprezentat de o idee, o imagine, un sunet, care se răspândește rapid de la o persoană la alta prin intermediul internetului, poștă electronică, bloguri, forumuri, imagini, site-uri de socializare, mesaje și publicare de videouri pe site-uri precum YouTube. O memă a internetului poate rămâne la fel sau poate evolua și poate câștiga teren foarte rapid, deseori poate atinge popularitate la scară globală în câteva zile. Ele de obicei se formează din interacțiuni sociale, momente stânjenitoare sau care acaparează atenția utilizatorilor precum și simple greșeli parodiate.
Creșterea rapidă și impactul memei a captat atenția anumitor cercetători, urmând efectuate studii despre cum vor evolua acestea sau predicții despre care meme vor supraviețui și se vor propaga prin internet. Din punct de vedere comercial, ele sunt văzute ca o formă ieftină și foarte bună pentru publicitate.
Asemenea meme au apărut pentru prima oara pe site-uri precum 4chan sau Reddit, fiind apoi aduse către vârful popularității prin site-uri precum 9gag, Bemorepanda Arhivat în 1 aprilie 2022, la Wayback Machine., care au avut un succes imens la publicul larg.
Acest fenomen 9gag a creat chiar o asa-zisa "armata 9gag", compusa din oamenii ce se uita pe 9gag, comunitate ce a simțit ca uniunea lor are un scop mult mai măreț decât simpla navigare pe un site.

## Construcția unei meme
Noțiunea de construcție a memei a fost elaborată de Leveious Rolando, John Sokol și Gibran Burchett în timp ce observau comportamentul oamenilor expuși (conștient și inconștient) la anumite meme.
Conform acestora, construirea unei meme consta în analizarea unui anumit comportament individual, selectarea unor meme specifice și distribuirea sau propagarea acestor meme cu intenția de a modifica comportamentul altora. Memele pot fi create în mod intenționat, dar și neintenționat. Printre creatorii de meme se număra: ingineri, artiști, politicieni, oameni de știință, misionari religioși etc.
Spre exemplu, Dawkins crede ca o mare parte din teologie, cat și alte aspecte teoretice ale religiei, pot fi văzute ca o mânuire cu o foarte mare atenție a unor grupuri de meme puternice, cu trăsături ieșite din comun.